# Davy Gunst
Davy Gunst (Goes, 30 januari 1995) is een Nederlands voormalig wielrenner die in 2017 zijn carrière afsloot bij An Post Chain Reaction.

## Carrière
Als junior won Gunst een etappe in de Ronde des Vallées. De leiderstrui die hij aan zijn overwinning overhield raakte hij een dag later kwijt aan Élie Gesbert. In de door Mathieu van der Poel gewonnen wegwedstrijd voor junioren op het wereldkampioenschap van dat jaar eindigde hij op plek 68.
In 2015 won Gunst onder meer het jongerenklassement van de Circuit des Ardennes en werd hij derde in het nationale kampioenschap op de weg voor beloften. In augustus nam hij met een Nederlandse selectie deel aan de voorbereidingswedstrijd voor de Olympische Spelen, waar hij op plek 25 eindigde.
In 2017 moest Gunst, vanwege hartritmestoornissen, noodgedwongen een eind aan zijn carrière maken.

## Overwinningen
2013
1e etappe Ronde des Vallées
2015
Jongerenklassement Circuit des Ardennes

## Ploegen
- 2015 –  SEG Racing
- 2016 –  Rabobank Development Team
- 2017 –  An Post Chain Reaction

van den Berg · Biermans · Bokeloh · Bouwman · Bovenhuis · van Dongen · Gunst · Havik · Jakobsen · Jiang · Klaris · Lammertink · Leemans · Loh · McCarthy · Peters
Bax · Bol · Bouwmans · Budding · Cornelisse · Godrie · Gunst · van der Heijden · Hofstede · Honigh · Korevaar · Lenderink · Maas · Meijers · Nieuwenhuis · Nieuwpoort · Olieslagers · Tusveld · de Vries · Wouters
Bokeloh · Gardner · Gough · Gunst · Hennebry · Jamieson · Kasperkiewicz · MacKinnon · McKenna · Muela · Scott · Shaw · Stewart · Teggart · Tietema · Vanderaerden